# Pepelasti lunj
Pepélasti lúnj ali splínec (znanstveno ime Circus cyaneus) je ujeda iz družine kraguljev (Accipitridae).

## Opis
Pepelasti lunj je manjši in vitkejši od sorodnega rjavega lunja (43–51 cm), v letu pa je videti, da ima krajše peruti kot drugi lunji, ker so širše in na koncih manj zašiljene. Prvih pet dlanskih peres je namreč široko razprtih. Samci so svetlo sive barve (po spodnji strani skoraj bele), robovi perutnic in dlanska peresa pa so črne barve. Samice so po zgornji strani telesa rjave, po spodnji strani pa rjavo-belo grahaste. Med jadranjem drži, kot večina lunjev, peruti dvignjene nad horizontalo.

## Razširjenost
Pepelasti lunj živi v odprti krajini s travniki, in polji, pa tudi na bolj vlažnih barjih, močvirjih in drugih mokriščih srednje in severne Evrope, Azije in Severne Amerike, kjer se hrani z manjšimi glodavci do velikosti zajcev ter pticami do velikosti jerebice, ki jih napada z manjših višin.
Gnezdi enkrat letno, maja in junija v gnezdih na tleh, kamor samica izleže od štiri do šest jajc. 